# Tomáš Hübschman
Tomáš Hübschman, född 1 maj 1982 i Prag, Tjeckoslovakien, är en tjeckisk fotbollsspelare. Han spelar som mittback i FK Baumit Jablonec. 
Han var med i truppen som vann EM-brons 2004 för Tjeckien.